# Riserva naturale statale Gola del Furlo

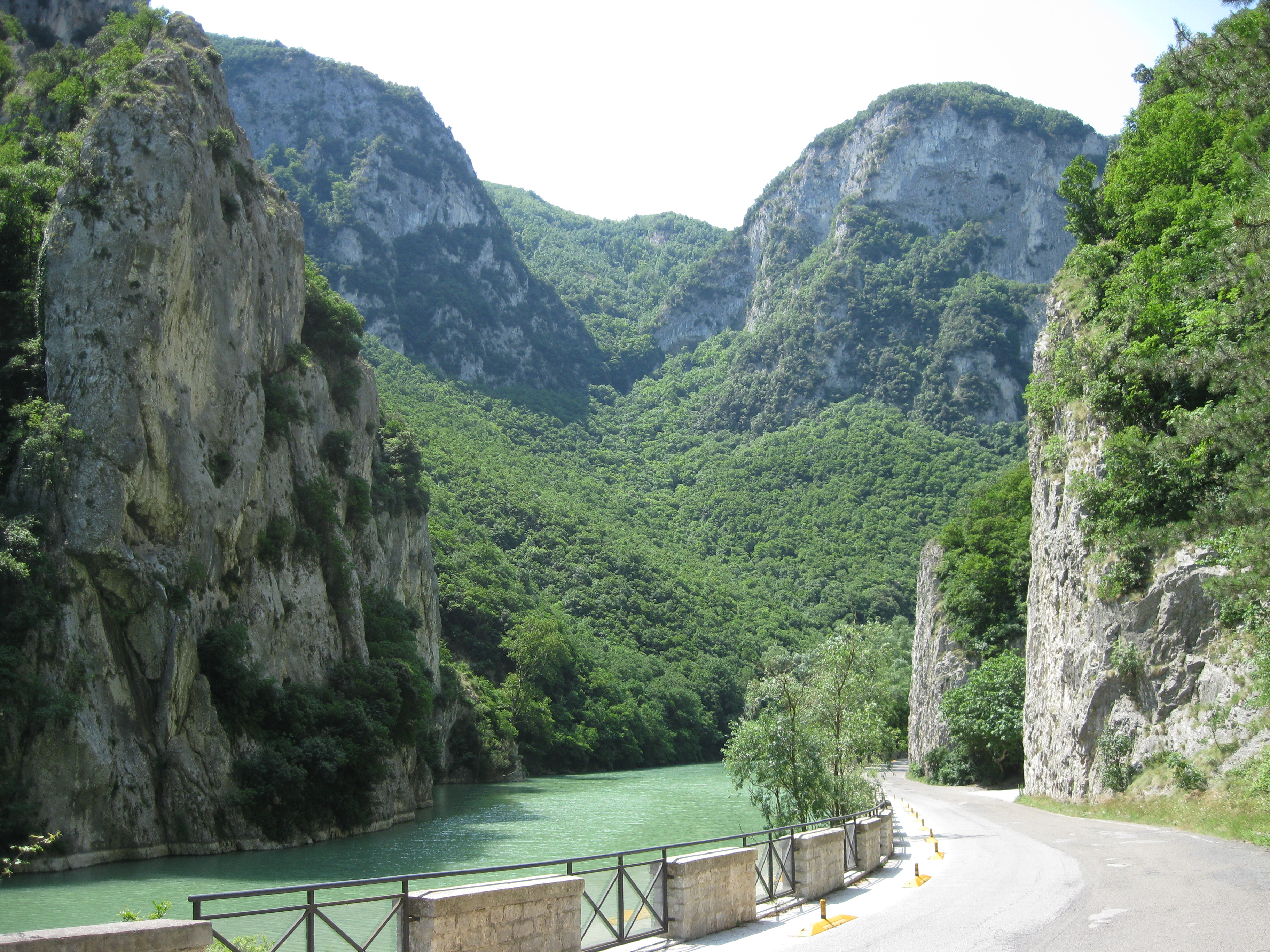
Gola del Furlo

La riserva naturale statale Gola del Furlo è un'area naturale protetta istituita con decreto del Ministero dell'ambiente del 6 febbraio 2001.

## Territorio
La riserva si estende per 3.907 ettari, situati nella provincia di Pesaro e Urbino, ed è gestito dall'amministrazione provinciale. Il territorio comprende parte delle unioni montane dell'Alta valle del Metauro e del Catria e Nerone, oltre all'ex Comunità montana del Metauro, e i comuni di Acqualagna, Cagli, Fermignano, Fossombrone e Urbino.

## Flora
Fra le rocce, è un gareggiare di radici, bulbi, rizomi, foglie, steli e fiori, fra cui emergono per interesse e rarità il giacinto dal pennacchio, il lilioasfodelo maggiore, l'onosma e tanti altri. versanti freddi sono presenti boschi mesofili, governati generalmente a ceduo, in cui vi è una ricca presenza di alberi e arbusti: roverella, cerro, faggio, orniello, carpino nero e bianco, aceri, sorbi, biancospini, ginepri, fusaggine montana, rose selvatiche e molte altre.

## Fauna
Importante sito per numerose specie a rischio estinzione. La riserva naturale del Furlo è sede privilegiata per l'osservazione dell'aquila reale, che nidifica nella gola fin da tempi storici.
La presenza di numerose specie di rapaci ha accreditato un importante valore naturalistico per il parco del Furlo. Tra i più noti notiamo: l'aquila reale, l'albanella minore, il falco pellegrino e il lanario, che tra Marche ed Emilia-Romagna raggiunge in limite settentrionale del suo areale. Di elevata importanza anche il recente ritorno alla nidificazione del gufo reale (Bubo bubo), indice della qualità del territorio. Altre specie di uccelli sono invece: il rondone alpino, la rondine montana, il passero solitario e il picchio muraiolo. Tra i mammiferi vi sono il lupo, il daino, il capriolo, il cinghiale, l'istrice e la puzzola. Incerta la presenza del Gatto Selvatico. Vi sono poi anche dei rettili come il cervone e la vipera comune.